# NGC 4001
NGC 4001 est une lointaine galaxie elliptique située dans la constellation de la Grande Ourse. NGC 4001 a été découverte par l'ingénieur irlandais Bindon Stoney en 1852.

## Caractéristiques

### Distance
Sa vitesse par rapport au fond diffus cosmologique est de 14 302 ± 15 km/s, ce qui correspond à une distance de Hubble de 211 ± 15 Mpc (∼688 millions d'al).

### Classification
La classification de galaxie spirale par la base de données HyperLeda est sans doute une erreur. La classification de galaxie naine (d) est également douteuse, car sa taille dépasse les 130 kal.

## Paire de galaxies
Selon Vaucouleurs et Corwin, NGC 4001 et NGC 4010 forment une paire de galaxies. Mais, on ne peut pas dire que c'est une paire réelle de galaxies, car NGC 4001 est beaucoup plus éloignée de nous que NGC 4010.

## Supernova
La supernova SN 2003ky a été découverte dans NGC 4001 le 8 décembre 2003 par l'astronome britannique Mark Armstrong. Le décalage vers le rouge de cette supernova de type II était de 0,047. C'est la seule mesure que nous ayons qui permet de calculer sa distance.
Notons que la référence indiquée pour le décalage vers le rouge de NGC 4001 sur la base de données NASA/IPAC est erronée. En effet, la supernova 2003la de l'article de cette référence ne s'est pas produite dans cette galaxie, mais dans MCG 10-15-89. La supernova qui a servi à déterminer le décalage vers le rouge (redshift) de NGC 4001 est SN 2003ky (voir ci-haut).